# Institut français d'opinion publique
Pour les articles homonymes, voir IFOP.
 (juillet 2011).
Si vous disposez d'ouvrages ou d'articles de référence ou si vous connaissez des sites web de qualité traitant du thème abordé ici, merci de compléter l'article en donnant les références utiles à sa vérifiabilité et en les liant à la section « Notes et références ».
 (juin 2023).
Le Groupe Ifop, historiquement l'Institut français d'opinion publique, fondé en 1938, est une entreprise de sondages d'opinion et d'études marketing en France.

## Histoire
Ifop a été fondé le 1er décembre 1938 par Jean Stoetzel, sociologue et ancien professeur de sociologie à Sorbonne, après sa rencontre avec George Gallup aux États-Unis.
Octobre 1938 : juste après les accords de Munich, l'IFOP conduit la première enquête d'opinion publique en France, sur les risques de guerre (préfigurant la question « Mourir pour Dantzig ? » de 1939) et le Front populaire ; ces premiers sondages sont publiés de mai à août 1939 par la revue Sondages appartenant à l'IFOP, avant que la publication de sondages ne soit interdite par la censure,,.
Septembre 1944 : première étude de l'après-guerre avec des questions sur les francs-tireurs, les FFI et le rôle de la Résistance.
En juillet 1945, Jean Stoetzel s'entoure notamment d'Alfred Max. Ce dernier préside l'IFOP de 1979 à 1990,.
En 1970, Jean-Marc Lech entre à l'IFOP en tant que chargé d'études politiques et devient en quelques années le président de l'entreprise. En 1982, il se fâche avec Jean Riboud, principal actionnaire de l'IFOP, 46 % des actions et qui a intronisé son fils inoccupé, Christophe Riboud, dans la société. La même année, il quitte la société pour rejoindre Ipsos. En 1979, Alfred Max prend la direction générale de l'IFOP.
En 1987, après le décès de Christophe Riboud, sa veuve Sophie Desserteaux devient PDG de l'IFOP, qu'elle revend, avant de se remarier avec Jérôme Seydoux.
En 1990, Laurence Parisot, grâce à sa fortune familiale, prend la direction de l'IFOP, dont elle détient 75 % du capital,. Elle est à la fois présidente de l'IFOP de 1990 à 2007, de Gallup France de 1992 à 2002 et présidente du Medef (Mouvement des entreprises de France) entre 2005 et 2013. Elle en est la vice-présidente de 2007 à fin 2016.
En novembre 2016, Laurence Parisot, actionnaire majoritaire de l'IFOP depuis 1990, décide de céder ses parts dans l'entreprise et les vend à la fortunée famille Dentressangle, via leur holding familial Dentressangle Initiatives (avec laquelle ils sont déjà propriétaires du premier institut de sondages médicaux de France, a+a Research).
En 2018, l'IFOP fait l'acquisition de Sociovision, une société spécialisée dans les études sociologiques et la compréhension du comportement des consommateurs. En 2022, le Groupe Ifop fait l'acquisition du cabinet d'études et de conseil Occurrence.
Le groupe LFPI, fusionné en 2021 avec le groupe Meeschaert, acquiert en 2022 la majorité du capital du groupe Ifop.

## Critiques
En 2020, l'institut de sondages dépose une plainte pour diffamation à l'encontre d'un chercheur en sciences politiques à l'université de Montpellier, qui  avait critiqué dans un article du Monde la méthodologie d'un sondage de l'IFOP sur le rapport des musulmans à l’attentat contre Charlie Hebdo. La section « science politique » du Conseil national des universités et l'Association française de science politique apportent leur soutien au collègue attaqué en justice,,. L'IFOP retire sa plainte à quelques jours de l'audience pour un vice de forme — le président du conseil de surveillance de l’IFOP qui a porté plainte n'était pas juridiquement fondé à le faire —, mais les personnes ciblées demandent une condamnation pour procédure abusive,.

## Prises de position
À la suite d'une étude pour FranceAgriMer et la filière cunicole en 2018, l'IFOP déconseille la présentation d’images d’élevages professionnels de la filière, estimant que la présentation d'images issues d'élevages professionnels nuit à la vente de viande de lapin. Il recommande de s'affranchir, sur l'emballage du produit, de précisions concernant le mode d'élevage des lapins.